# Fokker 70
Fokker F 70 je dvoumotorový proudový dopravní letoun o kapacitě 70 sedadel. Byl vyvinut jako menší dvojče Fokker 100 jetliner.

## Vývoj

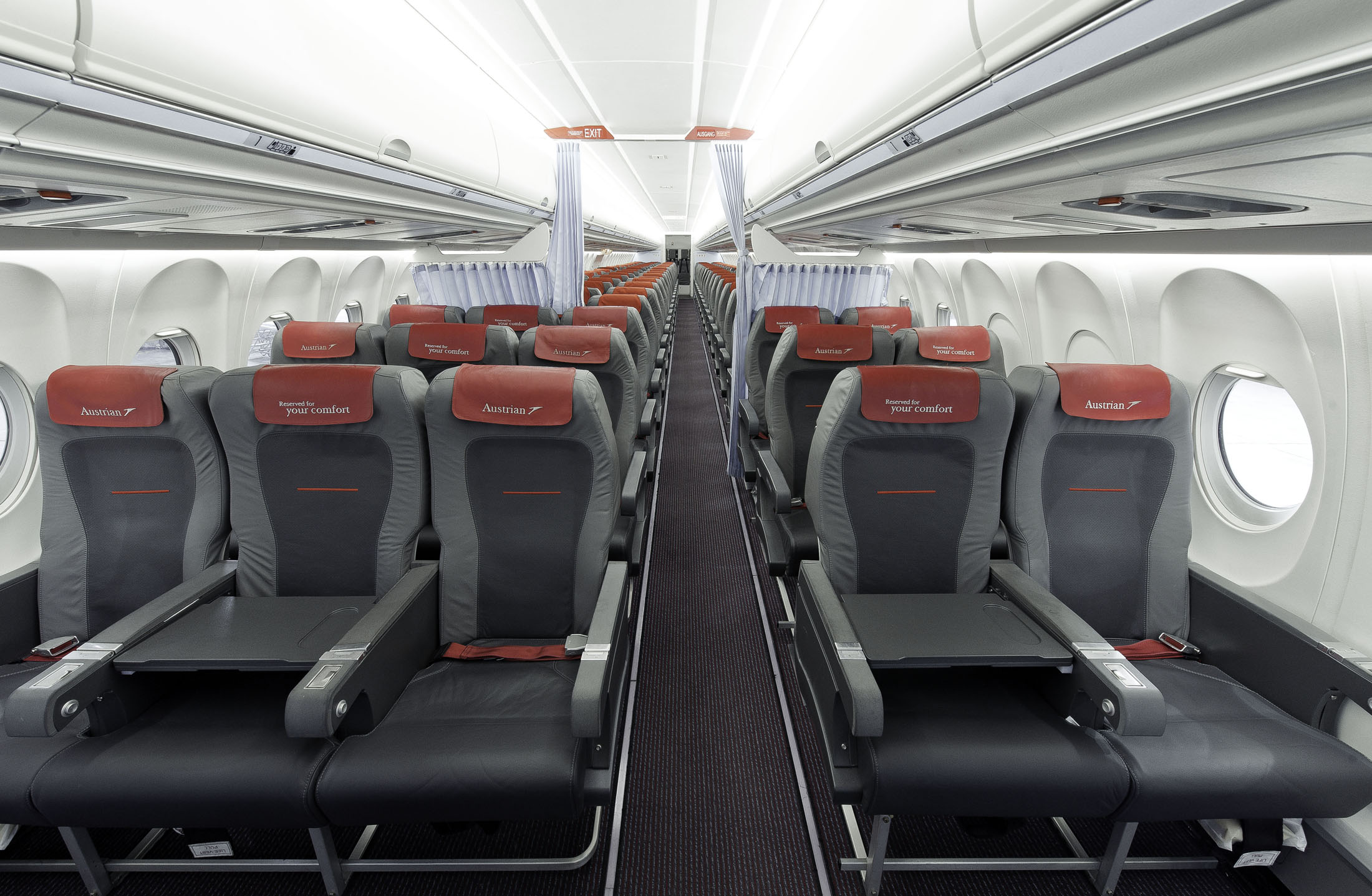
Interiér Fokkeru 70 Austrian Arrows

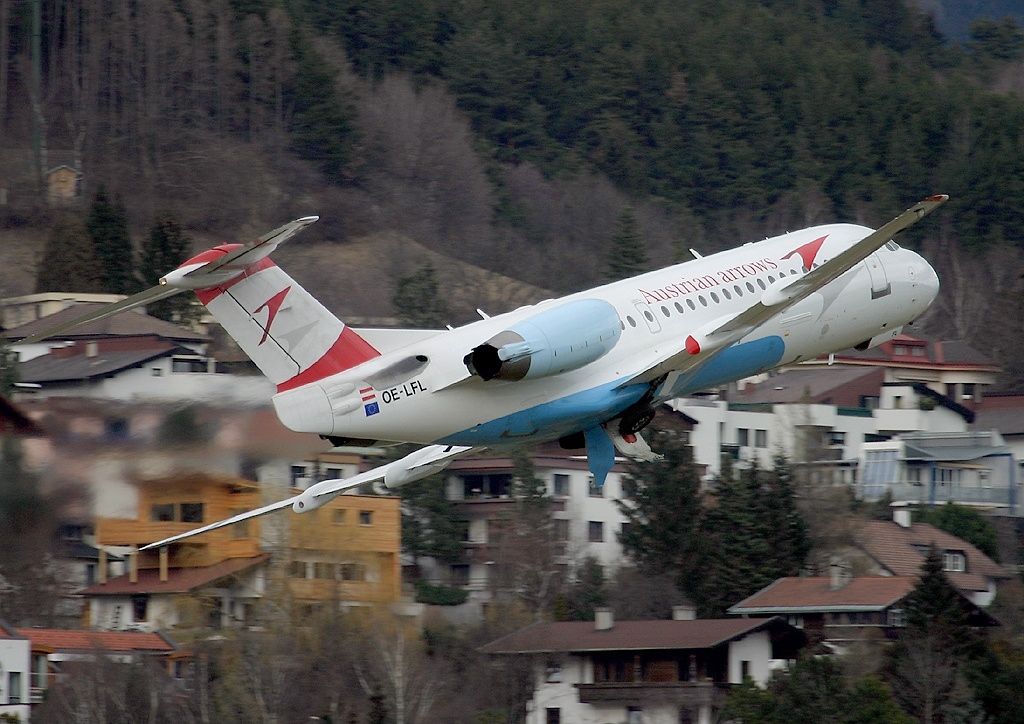
Fokker 70 (OE-LFL), Austrian Arrows

Společnost Fokker se sídlem v Nizozemsku začala stroj vyrábět v roce 1992 s cílem nahradit stárnoucí Fokker F.28 Fellowship.
K prvnímu letu došlo 4. 4. 1993 na jejich základně Woensdrecht v jižním Nizozemsku a měl trvat tři hodiny. Pro první let byl Fokker 70 převezen do Granady, ve Španělsku, kde letadlo získalo v roce 1994 osvědčení. Certifikace byla udělena 14. října 1994. Dodávka stroje pro prvního zákazníka Ford Motor Company (v konfiguraci Executive Jet) byla vyřízena už ve stejném měsíci.
Vývoj Fokker 70 vyplnil pomyslnou mezeru na trhu s letadly. Odpovídal přesně potřebám leteckých společností, kde Fokker 50 nebo ATR 42 byla malá letadla, a naopak Boeing 737 nebo MD-80 zase příliš velká.
Vývoj spočívá v jednotlivém dělení trupu z Fokker 100 a zkrácení o  4,62 metrů jeho celkové délky.
Fokker 70 má dva dvouproudové motory společnosti Rolls-Royce Tay 620 které jsou umístěny v zadní části letounu. Hmotnost prázdného letadla se pohybuje okolo 22 673 kg, zatímco hmotnost plného kolem 41,730 kg (92000 liber).
Většina Fokker 70 byly dodány pro účely v Evropě, ale v roce 1995 byly dvě letadla koupena leteckou společností America West Express jako součást úsilí k uvedení Fokker 70 do Spojených států.
Poslední Fokker 70 byl dodán v dubnu 1997, kdy byla výrobní linka uzavřena, po neúspěchu z předchozích let. V průběhu výroby bylo postaveno 47 těchto strojů.
Ačkoli oficiální produkce těchto strojů byla ukončena, byla založena nová společnost s názvem Rekkof (odvozeno z názvu Fokker ale pozpátku) která se pokusila obnovit výrobu strojů Fokker 100 a Fokker 70. Oba tyto pokusy byly ale bez úspěchu.

## Uživatelé

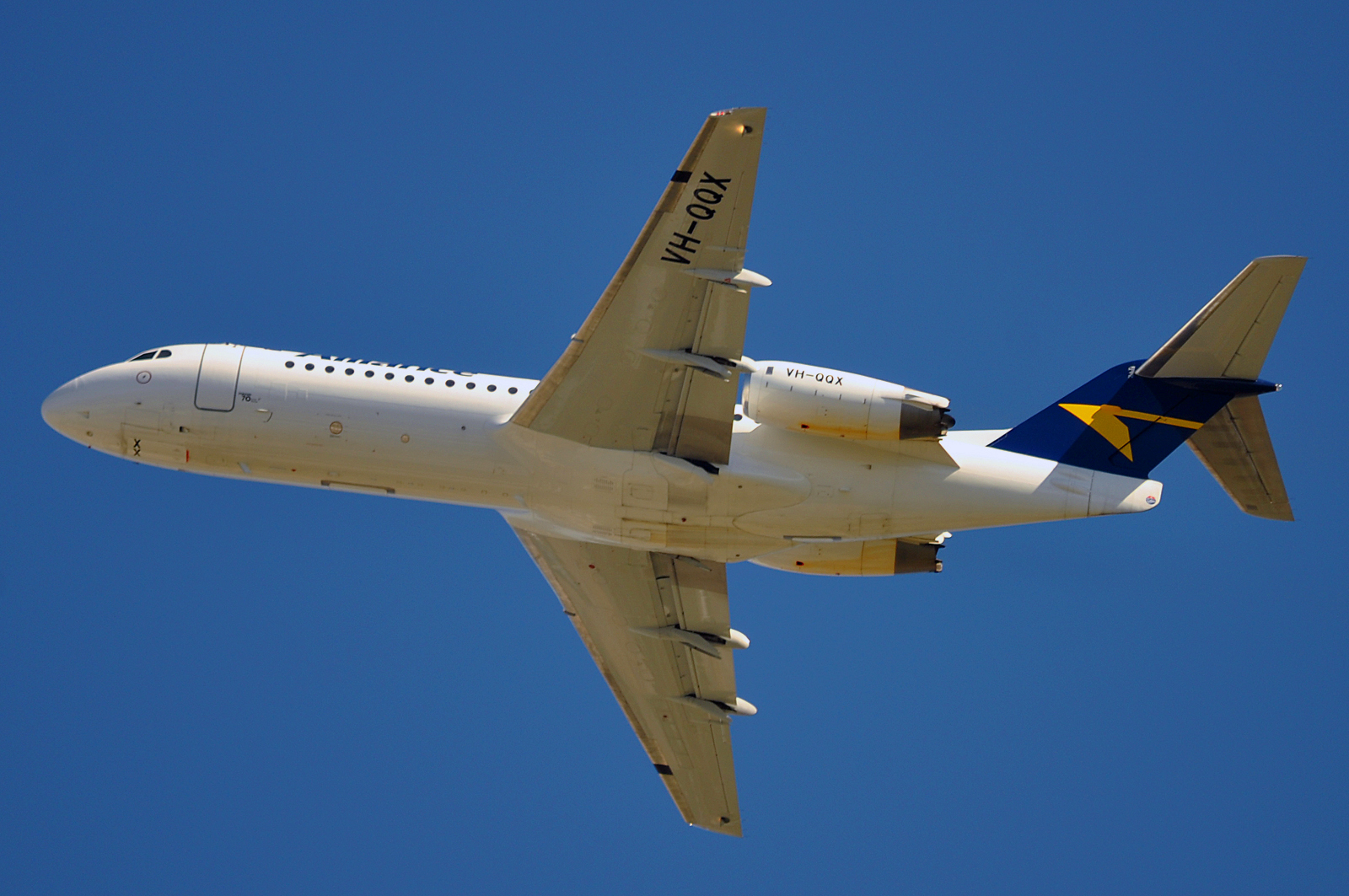
F70 Alliance Airlines

Fokker 70 využívají i nadále tyto letecké společnosti:
- Austrian Arrows           (9)
- KLM Cityhopper           (26)
- Carpatair                 (3)
- Vietna Airlines           (2)

Ostatní vlastníci:
- Nizozemská vláda          (1)
- Casa Air Service          (1)
- Ford Motor Company        (2)
- Keňa     (1)
- Sempati Air a Silkair (2)

## Specifikace
Údaje dle

### Hlavní technické údaje
- Posádka: 2
- Kapacita: až 85 cestujících
- Délka: 30,91 m
- Rozpětí: 28,08 m
- Výška: 8,50 m
- Plocha křídel: 93,5 m²
- Hmotnost prázdného letounu: 22 673 kg
- Maximální vzletová hmotnost: 41 730 kg
- Pohonná jednotka: 2× dvouproudový motor Rolls-Royce Tay 620, každý o tahu 61,6 kN (13,850 lbf)

### Výkony
- Cestovní rychlost: 845 km/h
- Dostup: 10 668 m
- Dolet: 3410 km těžší verze s přídavnými nádržemi paliva